# Sonnenfinsternis vom 26. Februar 1998
Bei der Sonnenfinsternis vom 26. Februar 1998 handelte es sich um eine totale Sonnenfinsternis, deren Zentralzone fast ausschließlich über Ozeanen verlief. An Land wurden nur die nördlichen Galápagos-Inseln, die mittelamerikanische Landbrücke bei Panama und kleine Inseln in der Karibik erfasst. Immerhin lagen die wenigen Landgebiete in der Mitte der Totalitätszone, so dass die wenigen Landgebiete (vom Wetter mal abgesehen) ideale Sichtbedingungen hatten.